# Remo Ugolinelli
Remo Ugolinelli (Camerino, 27 luglio 1943) è un tecnico del suono italiano, vincitore di cinque David di Donatello per il miglior suono, di un Nastro d'argento al migliore sonoro in presa diretta e due Ciak d'oro per il migliore sonoro in presa diretta.

## Biografia
Il suo debutto come tecnico del suono è nel 1969, e all'attivo conta oltre cento lavori cinematografici.

## Filmografia parziale
- Le salamandre, regia di Alberto Cavallone (1969)
- Caruso Pascoski di padre polacco, regia di Francesco Nuti (1988)
- Il piccolo diavolo, regia di Roberto Benigni (1988)
- Piccoli equivoci, regia di Ricky Tognazzi (1989)
- Porte aperte, regia di Gianni Amelio (1990)
- Ultrà, regia di Ricky Tognazzi (1991)
- Johnny Stecchino, regia di Roberto Benigni (1991)
- La scorta, regia di Ricky Tognazzi (1993)
- OcchioPinocchio, regia di Francesco Nuti (1994)
- La scuola, regia di Daniele Luchetti (1995)
- La parola amore esiste, regia di Mimmo Calopresti (1998)
- Preferisco il rumore del mare, regia di Mimmo Calopresti (2000)
- Luce dei miei occhi, regia di Giuseppe Piccioni (2001)
- Lavorare con lentezza, regia di Guido Chiesa (2004)
- L'aria salata, regia di Alessandro Angelini (2006)
- La stella che non c'è, regia di Gianni Amelio (2006)
- La giusta distanza, regia di Carlo Mazzacurati (2007)
- Giulia non esce la sera, regia di Giuseppe Piccioni (2009)
- La passione, regia di Carlo Mazzacurati (2010)
- Diaz - Don't Clean Up This Blood, regia di Daniele Vicari (2012)
- L'ultima ruota del carro, regia di Giovanni Veronesi (2013)
- Il nome del figlio, regia di Francesca Archibugi (2015)
- Sole cuore amore, regia di Daniele Vicari (2016)

## Premi e riconoscimenti
- David di Donatello
  - 1990 - Miglior suono per Porte aperte[2]
  - 1991 - Miglior suono per Ultrà[3]
  - 1993 - Miglior suono per La scorta[4]
  - 2002 - Miglior suono per Luce dei miei occhi[5]
  - 2013 - Miglior suono per Diaz - Don't Clean Up This Blood[6]
- Nastro d'argento
  - 2012 - Miglior sonoro per Diaz - Don't Clean Up This Blood[7]
- Ciak d'oro
  - 1990 - Candidatura a miglior sonoro per Piccoli equivoci
  - 1991 - Miglior sonoro per Ultrà[8]
  - 2012 - Miglior sonoro per Diaz - Don't Clean Up This Blood[9]